# Rio Dragu (Almaş)
O Rio Dragu é um rio da Romênia, afluente do Almaş, localizado no distrito de Sălaj.